# 塞拉尼亚
塞拉尼亚是巴西米纳斯吉拉斯州的一个市镇。总面积211.48平方公里，总人口7370人，人口密度34.8人/平方公里。